# بيتر هارجريفز روبنسون
بيتر هارجريفز روبنسون (بالإنجليزية: Angus Hargreaves Robinson)‏ هو عالم طيور أسترالي، ولد في 22 يوليو 1907، وتوفي في 17 أكتوبر 1973.